# Poppel

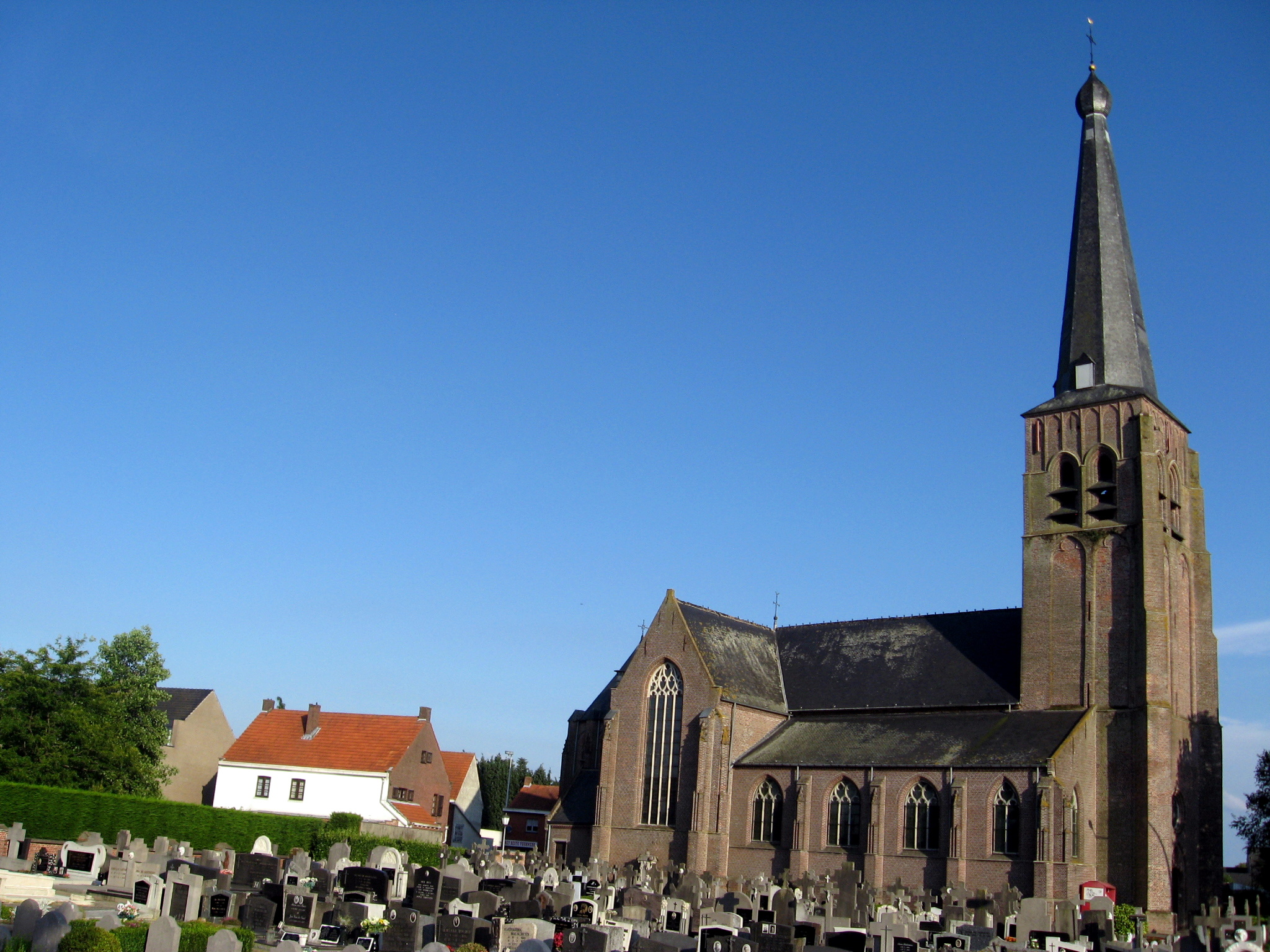
Sint-Valentinuskerk

Poppel is een dorp in de Belgische provincie Antwerpen en een deelgemeente van de gemeente Ravels. Poppel grenst aan Nederland. Poppel was een zelfstandige gemeente tot aan de gemeentelijke herindeling van 1977.

## Geschiedenis
De naam Poppel zou komen van pope (vlinder) of van populier.
In de omgeving van Poppel zijn voorwerpen uit de Tjongercultuur aangetroffen. Ook uit het neolithicum en de bronstijd zijn bijlen respectievelijk grafurnen gevonden. Op verschillende plaatsen ontstonden Frankische nederzettingen.
Einde 13e eeuw was Poppel een domein van de Hertogen van Brabant. Onder Jan I van Brabant werd de vrijheid Weelde ingesteld, waartoe ook Poppel behoorde. Deze behoorde tot het Kwartier van Oisterwijk, maar in 1347 kwam Poppel onder het Land van Turnhout.
De Vrede van Munster (1648) maakte van Poppel een grensplaats.
Tot de middelen van bestaan behoorde, naast de landbouw, ook de lakenweverij en toen, in de 19e eeuw, de textielnijverheid in Goirle opkwam, was er ook in Poppel sprake van thuisweverij.
Tijdens de Belgische opstand trokken de Nederlandse troepen hier in de vroege ochtend van 2 augustus 1831 de grens met het huidige België over en begon de Tiendaagse Veldtocht.
Ontginningen van de woeste gronden begonnen pas na 1850. In 1853-1854 werd de weg van Weelde via Poppel naar Goirle aangelegd. In 1903-1905 kwam er een melkfabriek. In 1906 kwam een tramlijn naar Turnhout welke in 1909 naar Tilburg werd doorgetrokken. In 1948 werd de tramlijn opgeheven.
In de laatste decennia van de 20e eeuw trokken ook veel Nederlanders naar Poppel, en verrezen daar enkele nieuwe woonwijken.
Poppel was tot 1977 een zelfstandige gemeente, die op 1 januari van dat jaar bij de gemeente Ravels is gevoegd. Tot de voormalige gemeente behoorde ook het gehucht Nieuwkerk, gelegen in de bossen aan de grens met Nederland. Het dankt zijn naam aan een grenskerk die daar in 1652 werd gebouwd ten behoeve van de parochie van Goirle. Al deze plaatsen behoorden tot het Hertogdom Brabant. Sinds 1815 behoren Poppel, Ravels en Nieuwkerk bij de provincie Antwerpen en de gemeente Goirle bij de provincie Noord-Brabant.

## Natuur en landschap
Poppel wordt gerekend tot de Noorderkempen. Het vlakke, zandige landschap varieert in hoogte tussen 21 en 31 meter. Vanaf 1850 hebben ontginningen plaatsgevonden en ontstonden er landgoederen zoals De Schrieken, en naaldbossen. De Molenheide, een bos in het uiterste noorden,
an bij het Nederlandse natuurgebied Gorp en Roovert.
Ten oosten van de dorpskern loopt het riviertje de Aa of Rovertse Leij. Ten westen van het dorp loopt de Poppelse Leij.

## Bezienswaardigheden
- De Sint-Valentinuskerk is een neogotische kerk uit 1906. Ze heeft een toren uit de 16e eeuw in Kempense gotiek, voorzien van steunberen en een traptoren. De torenspits is getooid met een bol en een scherpe naald. Het interieur kent biechtstoelen uit de 18e eeuw en een hoogaltaar uit 1912. De pastorie heeft een barokdeur en interessante wandschilderingen.
- Pastorie uit 1685
- Voormalig gemeentehuis, gebouwd van 1903-1905 naar ontwerp van Jules Taeymans. Het gebouw toont een mengeling van neogotische en Vlaamse neorenaissance elementen. Het is gebouwd op de plaats van een voormalige kapel, het Kaske geheten. Tegenwoordig huist het heemkundemuseum van Poppel in het gebouw.
- De Rovertkapel, aan de Belgisch-Nederlandse grens, in Hulsel.
- Het Kasteel De Schrieken, ontworpen door Pieter Jozef Taeymans.
- Hoeve Pannenhoef: voormalig land- en bosbouwbedrijf, teruggaande op een eind 18de-eeuwse boerderij opgericht door graaf Depestre, eind 19de eeuw door Arthur Verhagen gedeeltelijk vernieuwd en in 1926 door Martin Verbeeck uitgebreid, onder meer met een monumentale hooischuur. Heeft ook een mooie duiventoren die dateert uit 1863.

## Demografie
In 2007 had het dorp ruim 3800 inwoners. Een aanzienlijk deel van de bevolking bestaat uit immigranten uit Nederland. Sinds 2007 vormen zij er zelfs de meerderheid. In dat jaar bestond de bevolking van het dorp maar voor 49% uit Belgen. De toenmalige burgemeester, Leo Van Nooten, berichtte echter dat dit voor geen enkele problemen of frictie zorgde. De Nederbelgen betalen net als de autochtonen gemeentebelasting en integreren zich in het verenigingsleven. Zo is de helft van de voetballertjes bij de duiveltjes van KFC Poppel, de lokale voetbalclub, van Nederlandse origine.

### Demografische ontwikkeling
- Bronnen:NIS, Opm:1806 tot en met 1970=volkstellingen; 1976 = inwoneraantal op 31 december

## Politiek

### Geschiedenis

#### Lijst van burgemeesters
| Tijdspanne | Tijdspanne  | Burgemeester                            |
| ---------- | ----------- | --------------------------------------- |
|            | 1792 - 1848 | Jan Baptist Georgius Biemans            |
|            | 1848        | Henricus Van Raeck (waarnemend)         |
|            | 1848 - 1857 | Petrus Van Gijsel                       |
|            | 1857        | Nicolaes Van Hees (waarnemend)          |
|            | 1857 - 1860 | Jan Baptist Van Vessem                  |
|            | 1861        | Joannes Cornelis Van Aelst (waarnemend) |
|            | 1861 - 1870 | Joannes Cornelius Remeysen              |
|            | 1871 - 1886 | Joannes Cornelius Haagen                |
|            | 1886 - 1894 | Willibrordus van Gijsel                 |

| Tijdspanne | Tijdspanne  | Burgemeester                     |
| ---------- | ----------- | -------------------------------- |
|            | 1894 - 1918 | Nicolaas Mateusen                |
|            | 1919 - 1937 | Frans van Tilborg                |
|            | 1937 - 1941 | Henri Ruts (UCB)                 |
|            | 1941 - 1944 | Frans Willemse (UCB, waarnemend) |
|            | 1944 - 1958 | Henri Ruts (UCB/CVP)             |
|            | 1958 - 1964 | Jan Ruts (CVP)                   |
|            | 1964 - 1970 | Jos Haagen                       |
|            | 1970 - 1972 | Jan Ruts (CVP)                   |
|            | 1972 - 1976 | Jozef Coppens (CVP)              |

## Cultuur
Een streekspecialiteit uit het dorp is Poppelse Janhagel.

## Bekende inwoners
- Nicolaas Poppel (1532-1572), een der Martelaren van Gorcum, geboren te Poppel of Weelde
- Jackie Groenen (1994), Nederlandse voetbalster bij Paris Saint-Germain en het Nederlands Elftal
- Bram Welten (1997), Nederlandse wielrenner

## Nabijgelegen kernen
Nieuwkerk, Goirle, Hilvarenbeek, Weelde, Hooge Mierde, Lage Mierde, Baarle-Nassau